# Selenidera reinwardtii
Selenidera reinwardtii е вид птица от семейство Туканови (Ramphastidae).

## Разпространение
Видът е разпространен в Бразилия, Еквадор, Колумбия и Перу.